# O Almoço dos Barqueiros
O Almoço dos Barqueiros (francês: Le Déjeuner des canotiers) é uma pintura a óleo sobre tela do pintor impressionista francês Pierre-Auguste Renoir realizada entre 1880 e 1881.
Incluída na 7ª Exibição Impressionista em 1882, foi apontada como a melhor pintura na exposição por três críticos. A pintura foi comprada a Renoir por Paul Durand-Ruel, e adquirida em 1923 (por 125 000 USD) pelo seu filho a Duncan Phillips. Encontra-se na Colecção Phillips em Washington, D.C.

## Descrição
A figura, que combinam com a natureza-morta e paisagem num mesmo trabalho, mostra um grupo de amigos de Renoir a relaxar numa varanda da Maison Fournaise, ao longo do rio Sena, em Chatou, França. O pintor e patrono das artes, ((Gustave Caillebotteiuro))
A diagonal do corrimão serve para separar as duas metades da composição, uma onde se encontram muitas pessoas, e a outra quase vazia, excepto as figuras da filha do dono da casa, Louise-Alphonsine Fournaise, e o seu irmão, Alphonse Fournaise, Jr, os quais foram retratados de forma proeminente pelo seu contraste. Nesta pintura, Renoir capta uma imensa quantidade de luz. O principal foco da luz vem da grande abertura da varanda, ao lado do homem com chapéu. As camisolas sem mangas de ambos os homens em primeiro plano, e a toalha de mesa, refletem conjuntamente a luz espalhando-a pela composição.